# Польское нумизматическое общество
Польское нумизматическое общество (пол. Polskie Towarzystwo Numizmatyczne) — польское научное общество, основанное в его сегодняшнем статусе в 1991 и зарегистрированное в 2002 году в Варшаве. По имеющимся данным, Общество имеет 49 филиалов на территории Польши и насчитывает около 2250 членов (2013 г.).
Согласно Уставу, целями Общества является объединение людей, интересующихся нумизматикой и коллекционированием; проведение научных исследований, связанных с развитием нумизматики; организация мероприятий по популяризации нумизматики; защита нумизматических предметов, как предметов культурного и национального наследия.
Общество имеет библиотеку, фонд которой составляет более 3300 изданий, занимается активной издательской деятельностью, выпускает книги, справочники на нумизматические темы, а также ежеквартальное периодическое издание Biuletyn Numizmatyczny (Нумизматический бюллетень) (с 1965 г.).
Общество активно сотрудничает с Международным нумизматическим советом (англ. International Numismatic Council), совместно с которым выступает соорганизатором XVI Международного нумизматического конгресса, который пройдёт в Варшаве в сентябре 2022 года.
Председателем Общества является известный польский нумизмат Przemysław Ziemba.
Актуальная информация о деятельности Общества публикуется на сайте www.ptn.pl.